# Coudre (Même)
Die Coudre ist ein Bach im mittleren Westen von Frankreich, der im Département Orne der Region Normandie westlich der Stadt Nogent-le-Rotrou verläuft.

## Geografie

### Verlauf
Die Coudre entspringt im Gemeindegebiet von Appenai-sous-Bellême, entwässert mit einem Bogen über Ost generell Richtung Südsüdost durch den Regionalen Naturpark Perche und mündet nach rund zwölf Kilometern im Gemeindegebiet von Saint-Germain-de-la-Coudre als linker Zufluss in die Même. Im Mittelteil mündet der etwa gleichlange Bach Rozière in die Coudre.

### Orte am Fluss
(Reihenfolge in Fließrichtung)
- La Ramblaise, Gemeinde Appenai-sous-Bellême
- Les Poitevinières, Gemeinde La Chapelle-Souëf
- La Chapelle-Souëf
- La Coudre, Gemeinde La Chapelle-Souëf
- Gémages, Gemeinde Val-au-Perche
- Saint-Germain-de-la-Coudre